# Batalla de Portobelo
La batalla de Portobelo, llevada a cabo el 21 de noviembre de 1739, fue la primera acción de importancia de la guerra del Asiento.

## Preparativos
Ya desde varios meses antes de declararse la guerra, los británicos habían comenzado a armar una gran flota bajo la dirección del veterano almirante Edward Vernon con la que atacar el Caribe español. Los objetivos principales eran los tres puertos principales del Virreinato de Nueva Granada, desde donde partía la Flota de Indias cargada con las riquezas del Perú rumbo a España: La Guaira (actual Venezuela), Cartagena de Indias (Colombia) y Portobelo (Panamá). Con ello los ingleses planeaban capturar las remesas de metales preciosos a punto de embarcar hacia Europa, destruir la escuadra española en el Caribe y, una vez conseguido el dominio de la zona, atacar y conquistar Cuba, la perla de las Antillas.
A finales de octubre (antes incluso de que la declaración de guerra hubiese sido enviada a Madrid) algunos barcos llevaron a cabo unos ataques por sorpresa en La Guaira y La Habana, aunque no consiguieron grandes resultados. Los navíos se replegaron entonces a Port Royal (Jamaica británia), donde se concentraba la flota de Vernon, y el 5 de noviembre partieron 6 de ellos para realizar una operación de mayor envergadura contra el puerto panameño, esta vez con el propio Vernon a la cabeza. Quince días más tarde la flotilla se presentó ante Portobelo (o Puerto Bello, como se le conocía entonces), donde Vernon decidió prescindir de la fragata Sherness y enviarla a patrullar las aguas en torno a Cartagena.

## Ataque y destrucción de la ciudad
Portobelo era una localidad pequeña, apenas defendida por tres fuertes: el Todofierro, situado junto al puerto, el Gloria y el San Jerónimo en el interior, cuyas guarniciones apenas sumaban un total de 700 hombres. Para facilitar aún más las cosas a los invasores, el negligente Gobernador Francisco Javier de la Vega Retez no se había preocupado lo más mínimo de reforzar las defensas de la ciudad, como sí lo habían hecho los responsables de otras plazas fuertes. Las posiciones se encontraban prácticamente abandonadas a sí mismas, algunos cañones ni siquiera estaban debidamente colocados y la coordinación entre las diferentes guarniciones era prácticamente nula. Como remate, la fuerza naval encargada de defender el puerto se reducía a un par de guardacostas mandados por Francisco de Abarca que no tenían nada que hacer contra los barcos de guerra de Vernon. Dado el mal estado de la plaza en el momento del ataque, no es de extrañar que hasta los mismos británicos se sorprendiesen de la facilidad con que consiguieron la victoria.

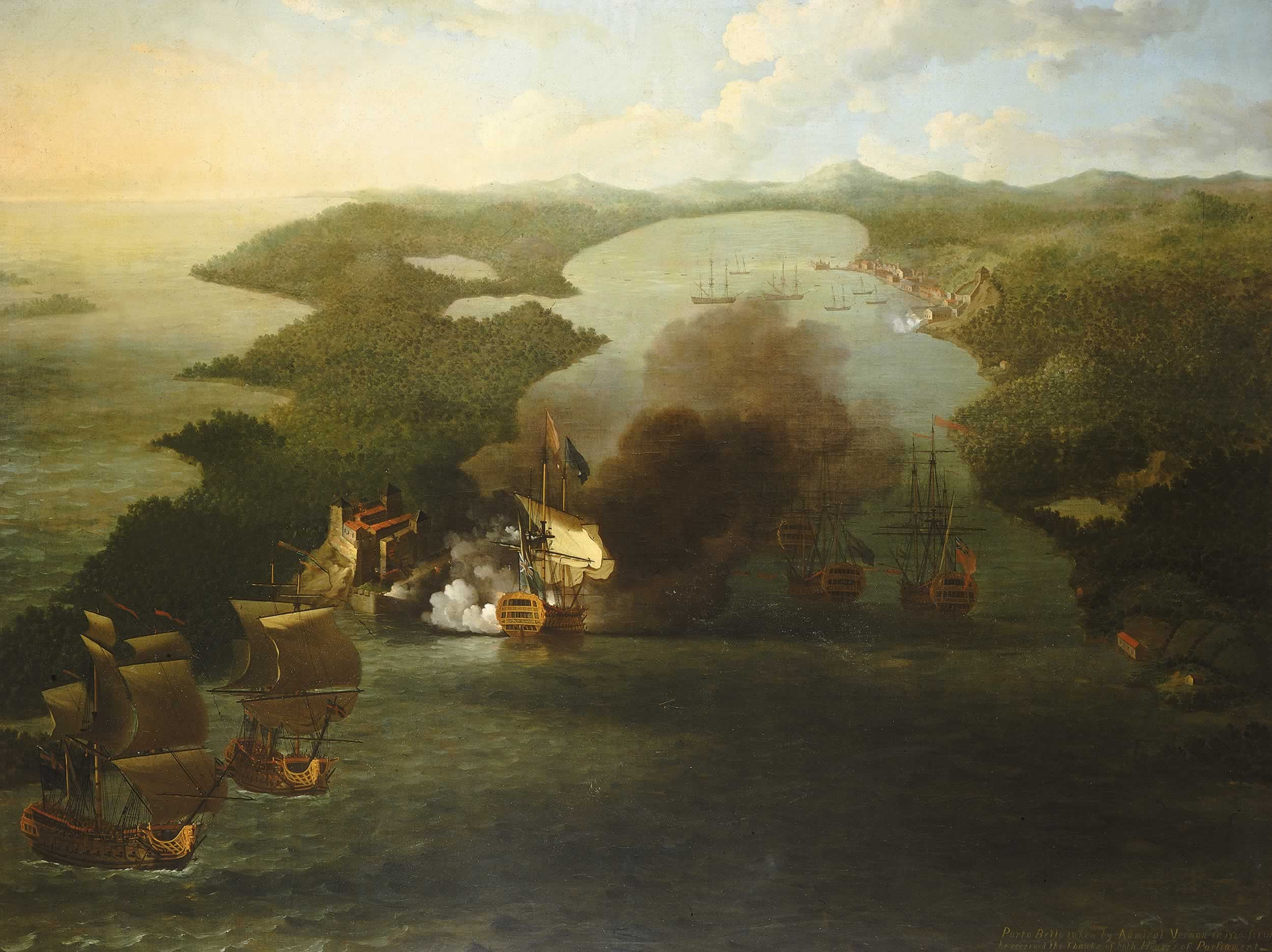
El bombardeo de Portobelo por parte de la flota británica del almirante Vernon.

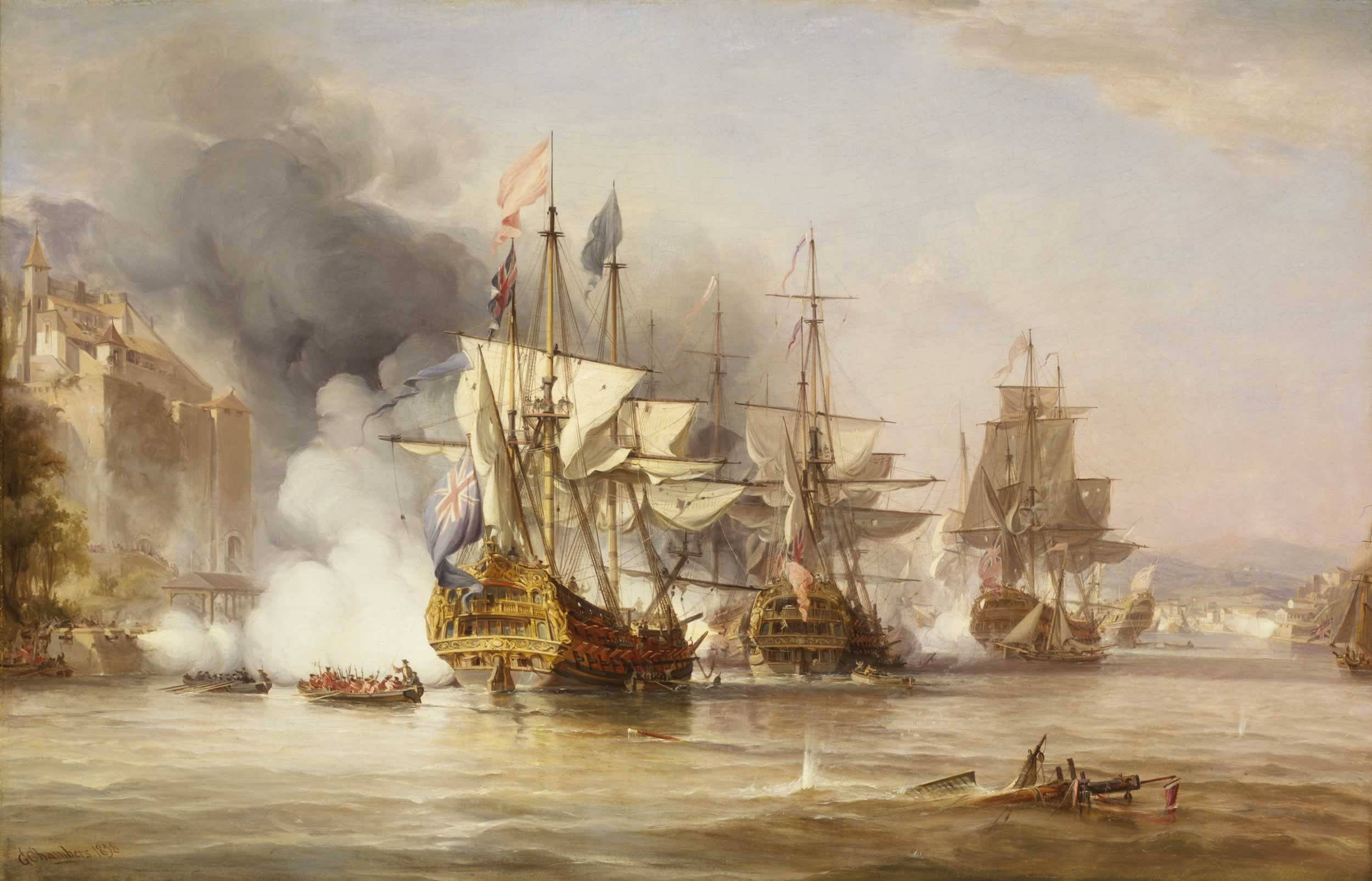
La captura de Puerto Bello, 21 de noviembre de 1739 por George Chambers Sr.

La lucha apenas duró dos horas. Los barcos británicos entraron en el puerto, desde donde cañonearon el Todofierro, pero debido a la falta de viento no se acercaron lo suficiente como para atacar los fuertes del interior (lo que paradójicamente les facilitó aún más las cosas, pues se mantuvieron todo el tiempo fuera del alcance de sus cañones). Todos los disparos desde el fuerte Gloria se quedaron cortos, mientras que el San Jerónimo no lanzó un solo tiro por tener los cañones desmontados. Tras destrozar el Todofierro sin ningún problema, los británicos desembarcaron una fuerza expedicionaria dirigida por el Teniente Broderick que capturó la fortaleza. De la Vega rindió entonces la plaza ante Vernon, sin tratar siquiera de ofrecer algo de resistencia desde el interior.
Eufórico por la fácil victoria, o quizá decidido a quitarse la espinilla de La Guaira, o tal vez furioso porque no encontró ni rastro del oro que debía guardarse allí (pues había sido enviado de vuelta a Perú, en previsión de un ataque británico) Vernon ordenó entonces la destrucción sistemática de la ciudad, labor que se prolongó de forma impune durante meses. Los tres castillos fueron demolidos hasta los cimientos, los cañones desmontados y arrojados al mar, e incluso se destruyeron los baluartes del fuerte San Lorenzo junto al río Chagres. Tras esto, los buques ingleses levaron anclas y regresaron a Jamaica.

## Consecuencias
Portobelo no volvió a recuperar la importancia previa a este ataque hasta la construcción del Canal de Panamá, ya que la ruta de la Flota de Indias se modificó tras el ataque de Vernon. A partir de entonces la mayoría de los cargamentos procedentes de Perú se dirigieron directamente a las actuales Colombia y Venezuela, sin recalar en Panamá. También hubo un cierto aumento del tráfico que partía de Lima y llegaba a España tras bordear el Cabo de Hornos y hacer escala en Buenos Aires.
A pesar de que los beneficios obtenidos por los ingleses resultaron ser unos miles de pesos que estaban destinados a la paga de la guarnición española y la captura de un par de embarcaciones menores, en Londres, la noticia de la victoria fue enormemente exagerada por la naciente prensa inglesa y las celebraciones se extendieron durante meses. Todavía hoy existe una calle en la capital británica llamada Portobello Road en honor a esta batalla. El propio Vernon fue recibido como un héroe por el Rey Jorge II y durante una cena en su honor se tocó por primera vez el actual himno nacional británico God Save the King. 
Paradójicamente, la fácil victoria en Portobelo acabó por perjudicar mucho más a Inglaterra que a España,[cita requerida] puesto que los ingleses tomaron la deficiente defensa de Portobelo como un anticipo de lo que serían el resto de las acciones bélicas contra las plazas españolas.[cita requerida] Esta circunstancia provocó en los mandos ingleses un peligroso exceso de optimismo, que les llevaría a cometer gravísimos errores tácticos con posterioridad. En medio del clima de euforia tras la toma de Portobelo, Vernon no tuvo problemas para demandar todos los barcos y hombres que quiso, con los que partió en 1741 para atacar Cartagena de Indias. Sin embargo, esta empresa no resultó tan sencilla como la de Portobelo y acabó costándole una de las mayores derrotas de su carrera y de la historia de la Royal Navy. La Guerra del Asiento culminaría 7 años después con el retorno al statu quo ante bellum.